# 白桦
白桦（学名：Betula platyphylla）亦称桦木，是桦木科桦木属的植物。

## 别名和异名
别名：
- 粉华（中国东北地区）
- 桦皮树（中国河北省）

异名：
- Betula platyphylla Suk. var. brunnea J. X. Huang
- Betula platyphylla Suk. var. phellodendroides Tung

## 形态
落叶乔木，高可达25米，树干端直。白色纸状树皮，无论在哪个季节，都会分层脱落；小枝细；三角状卵形叶，边缘有不规则重锯齿，侧脉5-8对，少量有毛或无毛；先叶开花，单性，雌雄同株，柔荑花序；圆柱形果序单生下垂；坚果小而扁，两侧具有宽翅，秋季成熟。

## 分布
分布于俄罗斯西伯利亚、中国、朝鲜、蒙古、日本等地。
白桦喜光、耐寒，生长在海拔400米到4,100米的地区，见于阔叶落叶林、山坡、林中及针叶阔叶混交林中。

## 用途
白桦容易天然更新，是绿化造林的先锋树种；木材可制造胶合板、矿柱及球棒等；树皮可提取白桦油，用作化妆品香料；也可栽种于寒冷地区，用于绿化或装点庭园。
桦树汁作為利尿劑、抗發炎劑以及疼痛緩和劑，對於關節疼痛及尿道感染有益，應用於瘡及潰瘍上也很有幫助。白樺樹可以吸附空氣中的微塵，對降低空氣中的細小粒子濃度有明顯幫助。

## 文化

### 中国
桦树之名，据李时珍称，相传古时画工以桦树皮烧烟熏纸，之后方可作画，于是“桦”便由“画”演化而来。
桦树大约在晋朝被中原人初识，在南北朝被当作“神木”。北魏太武帝拓跋焘曾将宗庙周遭的桦树雕成牺牲祭品的形状，没想到这些桦树竟然生长成了树林，于是北魏人将桦树看作受祖先庇佑的神木。此风传至中原，便有了桦树驱鬼之类的传说。
唐朝初年，人们尚不以桦树为贵，胡人将树皮用作靴子的内衬，或包裹刀柄鞍镫，汉人则是桦树为山野田园之物。扯一块树皮当作头巾是山民独有的装束，诗人寒山有诗云：
|        | 桦巾木屐沿流步，布裘藜杖绕山回。自觉浮生幻化事，逍遥快乐实善哉。 |
| ——寒山 |                                                                  |

盛唐以后，因为桦树皮干燥轻薄，皮下多含树脂，所制蜡烛易点燃，可散发出香味，又加上人们以为燃烧桦树脂可驱鬼魅，所以皇室宫廷开始以桦树皮包裹蜜蜡制作蜡烛。白居易曾在《早朝》一诗中称：
|                  | 月堤槐露气，风烛桦烟香。 |
| ——白居易《早朝》 |                          |

桦木香烛至五代十国时，民间也用，且多见于风月场所。后遂以桦树香烟指代青楼女子所在之处。文人张泌便有词云：
|                  | 钿毂香车过柳堤,桦烟分处马频嘶,为他沉醉不成泥。 |
| ——张泌《浣溪沙》 |                                                |

### 俄罗斯
相传俄罗斯民间有种习俗，将白桦树皮小心剥下，当作信纸，专门用于写情书，寄给远方思念的恋人。因而在许多文艺作品之中，白桦树都作为爱情的象征出现。
白樺樹可以吸附空氣中的微塵，對降低空氣中的細小粒子濃度有明顯幫助。

## 树皮剥落
桦树皮之所以层层剥落，如今有人认为，树木通过脱皮，可摆脱树干上的害虫或虫卵。最外层的桦树皮不承担输运养分的功能，因此树皮剥落对树没有太大影响。

## 外部連結
- 白樺, Baihua （页面存档备份，存于） 藥用植物圖像數據庫 (香港浸會大學中醫藥學院) （繁體中文）（英文）